# Stavanger
Stavanger là thành phố cảng ở tây nam Na Uy, bên bờ Đại Tây Dương. Stavanger có diện tích 71 km², dân số 117.315 người (2007). Thành phố này là thủ phủ của hạt Rogaland. Stavanger là trung tâm của ngành dầu khí Na Uy và cũng là trung tâm công nghiệp cá hộp và đóng tàu. Thành phố này được kết nối bằng nhiều tuyến đường ray và tuyến đường hàng không. Nhà thờ đá thế kỷ 12 được bảo tồn tốt của Stavanger là một trong những công trình kiến trúc nổi bật của Stavanger. Đô thị Stavanger được thành lập thế kỷ 8 và được nâng thành thành phố năm 1425.

## Khí hậu
| Dữ liệu khí hậu của Stavanger                               | Dữ liệu khí hậu của Stavanger | Dữ liệu khí hậu của Stavanger | Dữ liệu khí hậu của Stavanger | Dữ liệu khí hậu của Stavanger | Dữ liệu khí hậu của Stavanger | Dữ liệu khí hậu của Stavanger | Dữ liệu khí hậu của Stavanger | Dữ liệu khí hậu của Stavanger | Dữ liệu khí hậu của Stavanger | Dữ liệu khí hậu của Stavanger | Dữ liệu khí hậu của Stavanger | Dữ liệu khí hậu của Stavanger | Dữ liệu khí hậu của Stavanger |
| Tháng                                                       | 1                             | 2                             | 3                             | 4                             | 5                             | 6                             | 7                             | 8                             | 9                             | 10                            | 11                            | 12                            | Năm                           |
| ----------------------------------------------------------- | ----------------------------- | ----------------------------- | ----------------------------- | ----------------------------- | ----------------------------- | ----------------------------- | ----------------------------- | ----------------------------- | ----------------------------- | ----------------------------- | ----------------------------- | ----------------------------- | ----------------------------- |
| Cao kỉ lục °C (°F)                                          | 12.4 (54.3)                   | 13.9 (57.0)                   | 17.7 (63.9)                   | 25.2 (77.4)                   | 29.4 (84.9)                   | 30.5 (86.9)                   | 32.5 (90.5)                   | 33.5 (92.3)                   | 26.7 (80.1)                   | 22.3 (72.1)                   | 16.2 (61.2)                   | 12 (54)                       | 33.5 (92.3)                   |
| Trung bình ngày tối đa °C (°F)                              | 5 (41)                        | 4 (39)                        | 7 (45)                        | 10 (50)                       | 14 (57)                       | 16 (61)                       | 19 (66)                       | 19 (66)                       | 16 (61)                       | 12 (54)                       | 8 (46)                        | 5 (41)                        | 11 (52)                       |
| Trung bình ngày °C (°F)                                     | 2.6 (36.7)                    | 2.1 (35.8)                    | 3.7 (38.7)                    | 6.9 (44.4)                    | 10.2 (50.4)                   | 13 (55)                       | 15.3 (59.5)                   | 15.7 (60.3)                   | 13.2 (55.8)                   | 9.2 (48.6)                    | 5.7 (42.3)                    | 3.4 (38.1)                    | 8.4 (47.1)                    |
| Tối thiểu trung bình ngày °C (°F)                           | 1 (34)                        | 0 (32)                        | 1 (34)                        | 4 (39)                        | 7 (45)                        | 10 (50)                       | 13 (55)                       | 13 (55)                       | 11 (52)                       | 7 (45)                        | 4 (39)                        | 1 (34)                        | 5.5 (41.9)                    |
| Thấp kỉ lục °C (°F)                                         | −19.8 (−3.6)                  | −19.2 (−2.6)                  | −16.2 (2.8)                   | −7.9 (17.8)                   | −2.5 (27.5)                   | 0.6 (33.1)                    | 4.3 (39.7)                    | 1.2 (34.2)                    | −2.5 (27.5)                   | −5.2 (22.6)                   | −16.1 (3.0)                   | −16.1 (3.0)                   | −19.8 (−3.6)                  |
| Lượng Giáng thủy trung bình mm (inches)                     | 118.5 (4.67)                  | 99.6 (3.92)                   | 80.5 (3.17)                   | 62.5 (2.46)                   | 62.1 (2.44)                   | 67.3 (2.65)                   | 91.2 (3.59)                   | 126.5 (4.98)                  | 132 (5.2)                     | 148.3 (5.84)                  | 135.2 (5.32)                  | 132.4 (5.21)                  | 1.256,1 (49.45)               |
| Số ngày giáng thủy trung bình (≥ 1.0 mm)                    | 13.7                          | 10.4                          | 11.9                          | 9.9                           | 10.7                          | 10.6                          | 10.8                          | 14.0                          | 16.9                          | 16.7                          | 17.7                          | 15.6                          | 158.9                         |
| Độ ẩm tương đối trung bình (%)                              | 82                            | 81                            | 78                            | 77                            | 75                            | 78                            | 78                            | 80                            | 80                            | 81                            | 82                            | 82                            | 80                            |
| Số giờ nắng trung bình tháng                                | 48                            | 79                            | 140                           | 168                           | 226                           | 222                           | 197                           | 159                           | 141                           | 80                            | 45                            | 33                            | 1.538                         |
| Nguồn 1: yr.no/met.no NOAA (đo độ ẩm)                       |                               |                               |                               |                               |                               |                               |                               |                               |                               |                               |                               |                               |                               |
| Nguồn 2: Weatheronline (đo nhiệt độ trung bình cao và thấp) |                               |                               |                               |                               |                               |                               |                               |                               |                               |                               |                               |                               |                               |

## Thành phố kết nghĩa
Stavanger kết nghĩa với:
- Aberdeen, Scotland, Vương quốc Anh
- Antsirabe, Madagascar
- Esbjerg, Đan Mạch
- Eskilstuna, Thụy Điển
- Estelí, Nicaragua
- Fjarðabyggð, Iceland
- Galveston, Hoa Kỳ
- Houston, Hoa Kỳ
- Jyväskylä, Phần Lan
- Nablus, Palestine
- Netanya, Israel